# Les Sept Jours
Série
Prendre femme
(2005) Le Procès de Viviane Amsalem
(2014)
Pour plus de détails, voir Fiche technique et Distribution.
Les Sept Jours (Shiv'ah) est un film franco-israélien de réalisé par Shlomi Elkabetz et Ronit Elkabetz sorti en 2008.
Il est le deuxième volet d'une trilogie, ouverte avec Prendre femme (2004) et refermée avec Le Procès de Viviane Amsalem (2014).

## Synopsis
En 1991, en Israël, après la mort de Maurice, toute la famille se retrouve dans la maison du défunt pour suivre les sept jours de deuil traditionnels et ses multiples interdits. Les querelles et histoires de famille refont surface à cette occasion alors que frères, sœurs, femmes et maris et se retrouvent dans cet espace confiné. Au loin, en Irak, la première guerre du Golfe fait rage.

## Fiche technique
- Titre original : Shiv'ah
- Réalisation : Ronit Elkabetz et Shlomi Elkabetz
- Scénario :  Ronit Elkabetz et Shlomi Elkabetz
- Musique : Michel Korb et Sergio Leonardi
- Photographie : Yaron Scharf
- Son : Itay Elohev et Aviv Aldema
- Décors : Benny Arbitman
- Costumes : Laura Sheim
- Montage : Joelle Alexis
- Mixage : Hervé Buirette
- Production : Jean-Philippe Reza, Eilon Ratzkowsky, Yochanan Kredo, Yossi Uzard, Guy Jacoel, Eric Cohen et Elie Meirovitz
  - Direction de production : Anat Shafranek
  - Sociétés de production : Thaleia Productions (France), July August productions (Israël) et EZ Films (France)
- Société de distribution : Les Films du Losange (France)
- Pays d'origine :  Israël -  France
- Format : couleurs - 2,35:1 - 35 mm - son Dolby SRD
- Durée : 115 minutes
- Date de sortie : 
  - France : 15 mai 2008 (Semaine internationale de la critique au Festival de Cannes) ; 2 juillet 2008 (sortie nationale)
  - Israël : 12 juillet 2008 (festival du film de Jerusalem) ; 25 septembre 2008 (sortie nationale)

## Distribution
- Ronit Elkabetz : Vivianne
- Albert Illouz : Meir
- Yaël Abecassis : Lili
- Simon Abkarian : Eliahou
- Hanna Laslo : Ita
- Moshe Ivgy : Haim
- Keren Mor : Ilana
- Alon Aboutboul : Itamar
- Evelin Hagoel : Evelyne
- Rafi Amzaleg : Jacques
- Hanna Azoulay Hasfari : Simona
- Gil Frank : Ben Loulou
- Ruby Shoval : Thérèse
- David Ohayon : David
- Solika Kadosh : Granny Henina
- Yechiel Elkabetz : Charlie
- Orit Sher : Ruthy
- Dikla Elkaslassi : Iris

## Distinctions
- Festival international du film de Jérusalem 2008 : Prix du meilleur film